# 霊名日
霊名日（れいめいび）、または「霊名祝い」とは、カトリック教会の伝統において洗礼を受けた信者の洗礼名の聖人の祝い日（記念日）のこと。正教会では聖名日（せいなび）に相当する。なお、「霊名日」は一部での略称であり、日本のカトリック教会での公式な呼び方は「霊名の祝日」である。

## 概説
キリスト教では伝統的に洗礼を受けるときに、ある聖人にちなんだ洗礼名（霊名）を受ける習慣がある。伝統的なカトリック信者は誕生日と共に自らの霊名日も祝ってきた。（地域によっては生まれた日が祝日・記念日にあたる聖人を洗礼名にするところもある。）通常、聖人の祝日・記念日はその聖人の亡くなった日である。カトリック教会で洗礼名に用いられる「聖人」の中には、聖母マリアやミカエル、ラファエル、ガブリエルといった天使も含まれるが、イエス・キリストは洗礼名には用いられない。
カトリックでは、かつて一年365日のすべてに聖人の祝日が入っていたが、第2バチカン公会議後の典礼の見直しの中で、実在性に疑問のある聖人を典礼暦から外す、四旬節には基本的に聖人の祝日を入れないなどの修正が行われた。これは20世紀になってカトリック教会が守ってきた教えを勝手に変えたという意味ではなく、中世ヨーロッパの文化という特殊な状況の中でキリスト教に付加されていった伝統を見直し、古代キリスト教のあるべき姿に戻すという意味づけがあった。
宗教改革の時代にプロテスタントを取り入れながらも、カトリックの伝統文化を残していた北欧の国々（フィンランドやスウェーデンなど）では今でも365日すべてに対応する聖人が入った典礼暦を残しているところもある。